# روز مالیات (ایالات متحده)

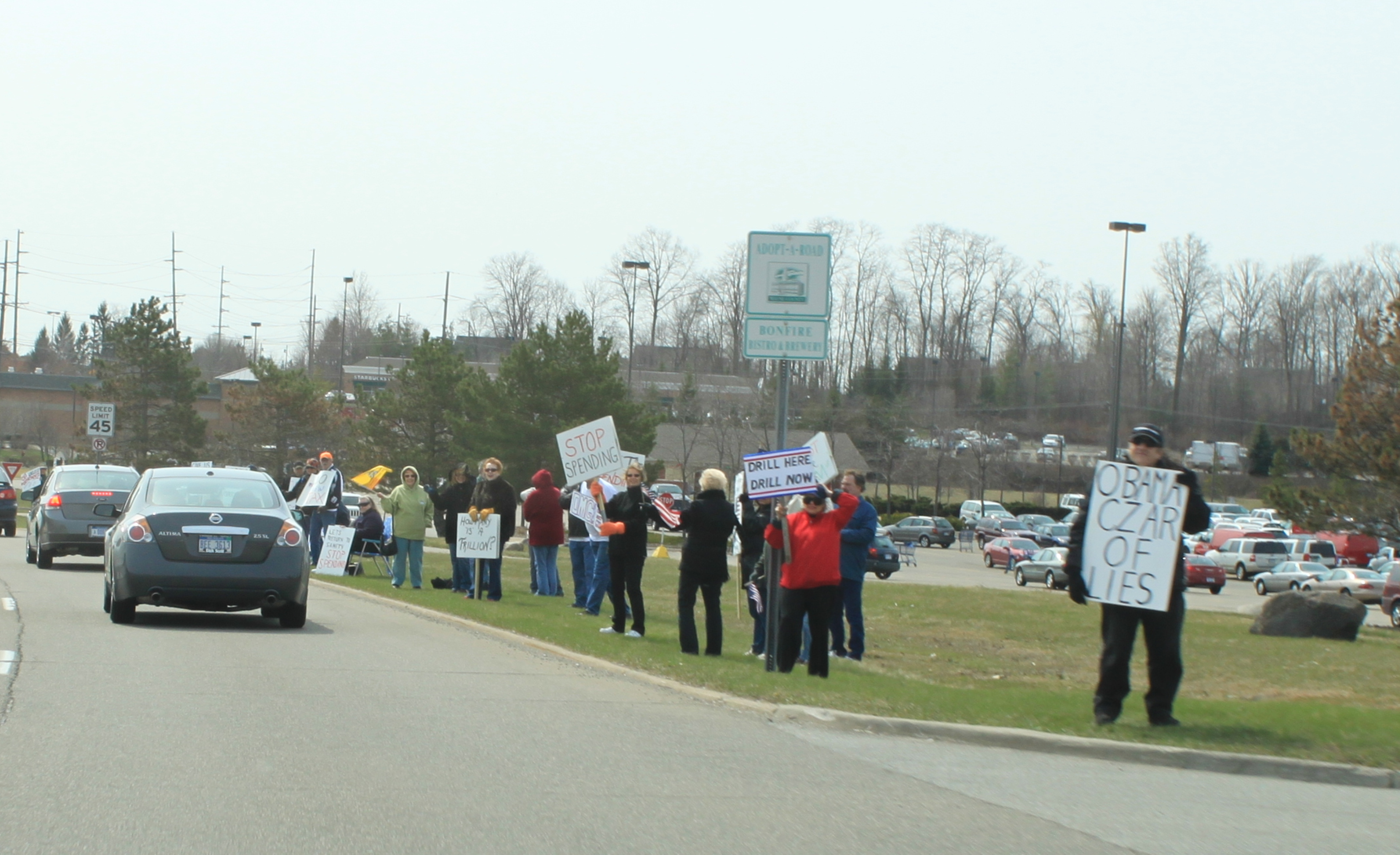
روز مالیات (ایالات متحده)

در ایالات متحده، روز مالیات، یک روز اصطلاحی است که هر فرد درآمد بازده مالیاتی را در دولت فدرال دارد.
زمان این روز ممکن است در ایالت‌ها به همان روز برگردد، حتی در جایی که اظهار نامه مالیاتی ناشی از یک روز مختلف در تاریخ باشد.
- در سال ۲۰۱۶روز مالیات دوشنبه ۱۸ آوریل بود[۱]
- در سال ۲۰۱۷روز مالیات سه شنبه ۱۸آوریل خواهد بود.
- در سال ۲۰۱۸ روز مالیات سه شنبه ۱۸آوریل خواهد بود.[۲]
- در سال ۲۰۱۹ روز مالیات دوشنبه ۱۵آوریل خواهد بود.

## تاریخچه
مالیات بر درآمد فدرال با Revenue Act of 1861 برای کمک به صندوق جنگ‌های داخلی معرفی شد و پس از آن لغو شد، دوباره به تصویب رسید و بر خلاف قانون اساسی برگزار و اجرا شد. مالیات‌های گذشته بر اساس ارزیابی بودند و بازده مالیاتی داوطلبانه نبودند. بر اساس سندها تاریخ پرداخت مالیات مختلف بودند.